# Верхний сад (Петергоф)
Ве́рхний сад — часть дворцово-паркового ансамбля «Петергоф». Располагается в Петергофе между Санкт-Петербургским проспектом и Большим Петергофским дворцом.

## История
Верхний сад, имеющий площадь 15 га, был разбит при Петре I.
Современный сад — вытянутый прямоугольник, замкнутый с трёх сторон оградой. От ворот до дворца идёт партер, на каждой стороне которого сделано три прямоугольных боскета, разделённых аллеями. Сад украшен пятью фонтанами.
Петр, известный своим практическим подходом ко всему, использовал сад как огород, в котором выращивались овощи.
Первые наброски планировки были сделаны Петром в 1714 году, в том же году были выкопаны небольшие каналы для отвода почвенных и ливневых вод. Первый план сада, от которого сохранилась до сих пор композиционная основа, был сделан в 1716 году при участии И.-Ф. Браунштейна, осуществлён под руководством Л. ван Гарнихфельта. Осенью того же года свой план предоставил Ж.-Б. Леблон, Пётр I утвердил его со своими изменениями в октябре 1717 года (в частности, вместо четырёх прудов в ряд было сделано три, другой формы). Планировка и устройство прудов были завершены в 1724 году, следующим летом были доделаны крытые зелёные аллеи.
Фонтаны, изменившие суть парка с утилитарной на парадную, были созданы в 1733—1739 годах. Парадная ограда была возведена в 1754—1760 годах.
К концу XVIII века из-за прекращения регулярной стрижки деревьев и кустов Верхний сад разросся. Высокие деревья закрыли вид на фасад Большого дворца. Композиция была восстановлена в 1929 году по чертежам 1770-х годов Сент-Илера.
Во время Великой Отечественной войны сад был сильно поврежден — его пересекал противотанковый ров. Сильно пострадала ограда и пилоны на главном входе.
В 1962—1972 годах была проведена реставрация по проекту П. П. Ковалевского, Р. Ф. Контской и К. Д. Агаповой.

## Фонтаны
- «Дубовый» (1734 год)

Это первый фонтан Верхнего сада. В центре композиции находился свинцовый дуб — отсюда и название «Дубовый». Сейчас в центре круглого бассейна установлена скульптура «Амур, надевающий маску».
- «Нептун» (1736 год)

Он является композиционным центром верхнего сада. Вначале в центральном бассейне Верхнего сада поместили скульптурно-фонтанную композицию «Телега Нептунова». Скульптуры были отлиты из свинца и позолочены. После неоднократных реставраций «Телегу Нептунову» в конце XVIII века всё же пришлось снять. Вместо неё установили новую группу — «Нептун», сохраняющуюся и поныне. Она установлена в центре большого прямоугольного пруда на высоком гранитном пьедестале, украшенном четырьмя фонтанирующими маскаронами.
- «Межеумный» (1738 год)

Этот фонтан находится около главного входа в Верхний сад. В центре круглого бассейна крылатый дракон, вокруг него четыре фонтанирующих дельфина.
Название фонтана «Межеумный», или «Неопределенный», отражает историю многократных смен скульптурного декора.
- Фонтаны Квадратных прудов

В настоящее время фонтаны декорированы скульптурами «Весна» и «Лето» и, помимо фонтанов, также являются накопительными прудами с водой для фонтанов Нижнего парка.

## Галерея
|  |                    |  |                  |  |
|  | Фонтан «Межеумный» |  | Фонтан «Дубовый» |  |